# Spital Heilig Geist (Landshut)

Heilig-Geist-Spitals, Nordnordost-Außenansicht

Westnordwest-Außenansicht

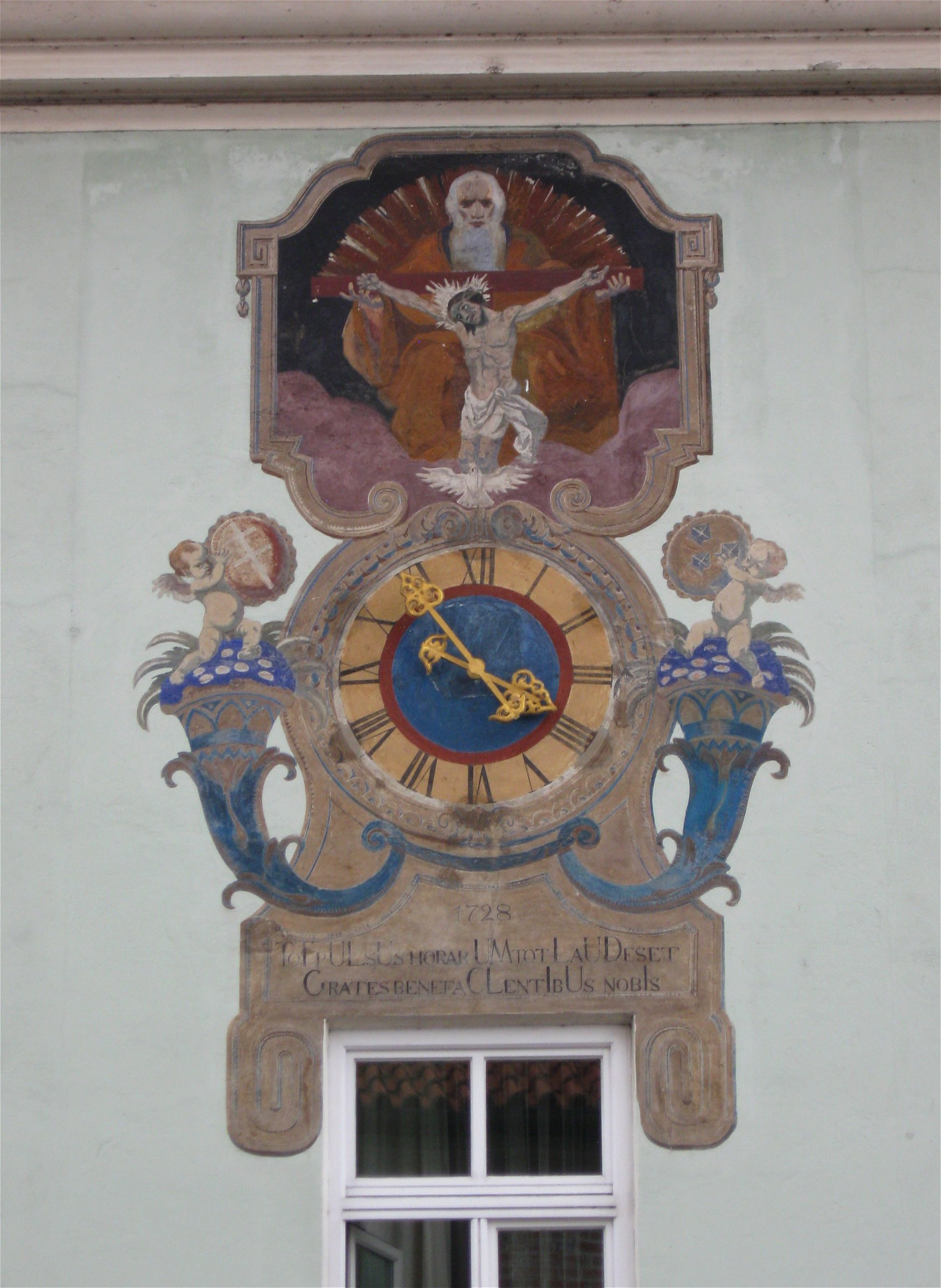
Uhr an der Ostfassade, datiert 1728

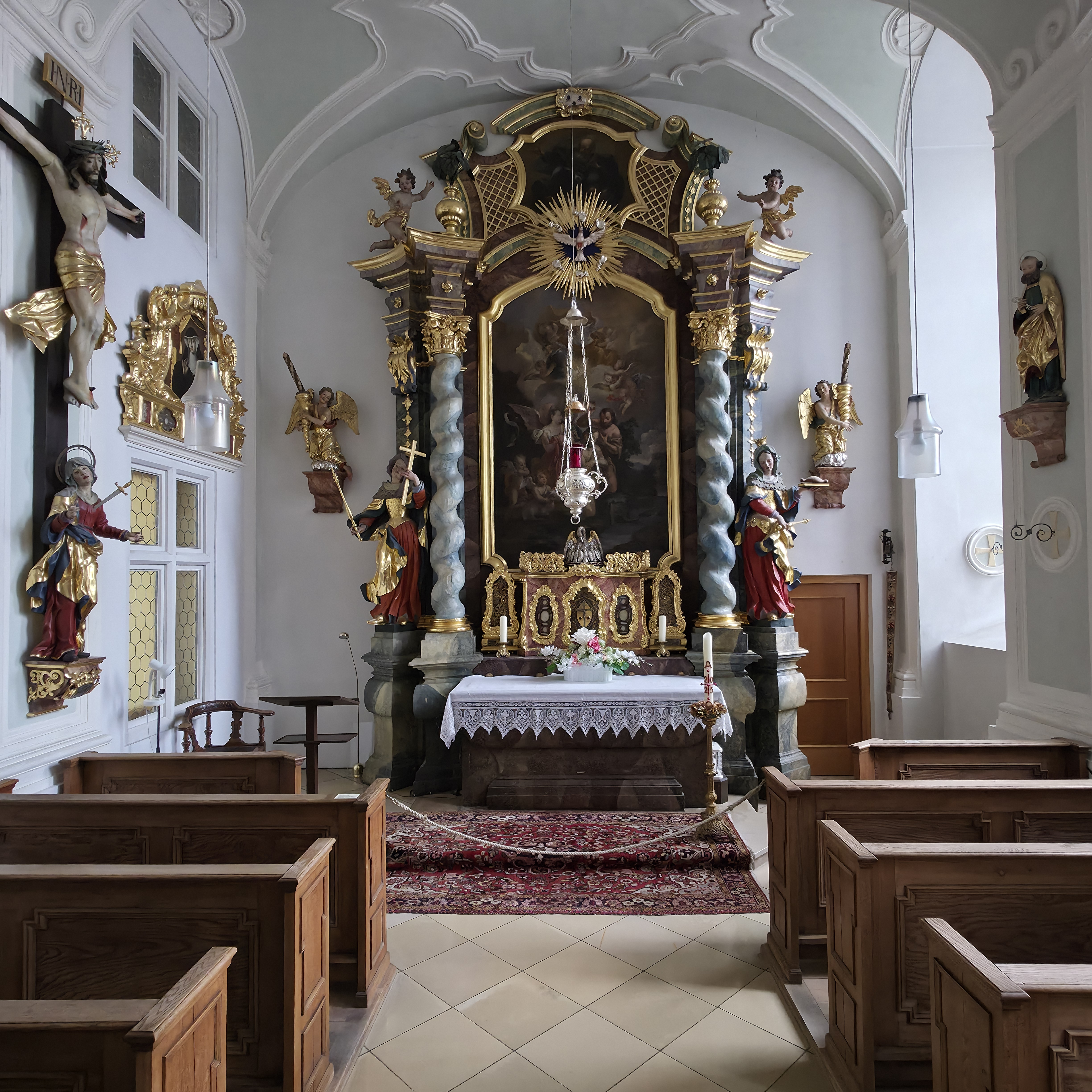
Barocker Altar der Hauskapelle (1728)

Das Heilig-Geist-Spital ist heute ein Alten- und Pflegeheim im niederbayerischen Landshut im Erzbistum München und Freising. Früher wurde es als Spital und zeitweise auch als Kloster genutzt. Es liegt am nördlichen Ende der Altstadt gegenüber der spätgotischen Heilig-Geist-Kirche direkt an der Heilig-Geist-Brücke über die Isar.

## Geschichte
Das Heilig-Geist-Spital erscheint erstmals 1208 in einer Urkunde, nur vier Jahre nach der Stadtgründung Landshuts. Es lag damals noch außerhalb der Stadt und wurde erst mit der letzten mittelalterlichen Stadterweiterung 1350 in den Mauerring eingegliedert. Das Spital war von Anfang an für Kranken- und Altenpflege sowie für die Versorgung der Armen in Landshut zuständig. Von 1232 bis 1252 war es mit dem Kloster Seligenthal vereinigt. Im Jahr 1270 soll es durch Bischof Konrad II. von Freising durch Brüder des Heilig-Geist-Ordens aus München besetzt worden sein, doch bereits im 14. Jahrhundert hatte sich der Spitalkonvent wieder aufgelöst. Der bauliche Zustand des Spitals in der frühen Neuzeit wird am Stadtmodell von Jakob Sandtner aus dem Jahr 1571 deutlich. Man erkennt drei langgestreckte, spitzgieblige Gebäude.
Diese wurden 1722 fast vollständig abgebrochen, nur einzelne gotische Pfeiler und Gewölbe sind erhalten. Der barocke Neubau an gleicher Stelle wurde bis 1728 fertiggestellt. Er wurde durch den Hofmaurermeister Johann Georg Hirschstötter gemeinsam mit dem Stadtmaurermeister Martin Ehehamb erstellt.
In diesen Räumlichkeiten betreibt die Heilig-Geist-Spitalstiftung gemäß ihrem Stiftungszweck bis heute ein Alten- und Pflegeheim mit 116 Betten, davon 28 in Zweibettzimmern.
1975 erfolgte die Zustiftung des bisherigen städtischen Altersheimes „Magdalenenheim“, ebenfalls unmittelbar an der Isar gelegen, zur Heilig-Geist-Spitalstiftung.

## Beschreibung
Der dreigeschossige, vierflüglige Walmdachbau ist nach der Haager Konvention zum Schutz von Kulturgut bei bewaffneten Konflikten Geschütztes Kulturgut. Er erstreckt sich rund um einen geschlossenen rechteckigen Innenhof. Im rückwärtigen Teil sind noch einige Nebengebäude des gotischen Vorgängerbaus erhalten. In der Liste der Baudenkmäler in Landshut-Altstadt ist das Ensemble folgendermaßen beschrieben:
Hl.-Geist-Spital:
- weitläufiger dreigeschossiger Gebäudekomplex mit Walmdach um einen geschlossenen rechteckigen Innenhof, 1208 erstmals urkundlich erwähnt, im Kern mittelalterlich, durchgreifender Umbau 1722–1728 durch die Baumeister Johann Georg Hirschstötter und Martin Ehehamb; mit Ausstattung
- im Ostflügel Hauskapelle; mit Ausstattung u. a. von Wenzel und Christian Jorhan
- im Westflügel sog. „Krankenkapelle“, heute Aussegnungsraum; mit Ausstattung;
- ehem. Scheune und Stallungen hinter der Vierflügelanlage liegend, wohl 2. H. 19. Jahrhundert.

Die im Ostflügel befindliche Hauskapelle oder Elisabethkapelle ist ein rechteckiger, drei Joche umfassender Raum mit Stichkappentonne. Die Ausstattung wird unter anderem Wenzeslaus Jorhan und Christian Jorhan d. Ä. zugeschrieben. Der barocke Altar stammt aus dem Jahr 1728, das ursprüngliche Altarblatt ist allerdings verschollen. Es wurde durch ein barockes Altarblatt mit einer Darstellung der Taufe Christi ersetzt, das wohl von einem Seitenaltar der ehemaligen Spitalkirche stammt. 
Im Westflügel befindet sich noch eine weitere Kapelle, die Krankenkapelle, die ebenfalls über einen barocken Altar verfügt. Sie wird heute als Aussegnungsraum benutzt.